# Togaritensha acuta
Togaritensha acuta är en fjärilsart som beskrevs av Matsumura 1929. Togaritensha acuta ingår i släktet Togaritensha och familjen tandspinnare. Inga underarter finns listade i Catalogue of Life.